# Koningstraat 29
Het pand op het adres Koningstraat 29 te Oranjestad op Aruba is een historisch gebouw in de wijk Rancho. Het is een van de weinige overgebleven gebouwen op het eiland in de traditionele cas di torto-stijl.
In juni 2013 brak er in het gebouw brand uit. Daarna werden er door de Stichting Monumentenfonds Aruba en de Stichting Rancho werkzaamheden aangevangen om Koningstraat 29 te restaureren. De activiteiten maken deel uit van een revitaliseringsproject in de wijk Rancho.